# Tour final interprovincial
Dans le football belge, le Tour final interprovincial  est une compétition annuelle qui regroupe des clubs issus des tours finals des différentes P1 (niveau 6).
À partir de la saison 2016-2017, deux tours finals interprovinciaux distincts sont organisés: l'un entre clubs affiliés à la VFV, l'autre pour les clubs affiliés à l'ACFF.

## Histoire
À la fin de la saison 1993-1994, la fédération belge de football fit passer la Division 2 de 16 à 18 clubs. Dans les deux divisions inférieures, un toutr final fut organisé pour désigner des montants supplémentaires.
À partir de la saison 1994-1995, l'URBSFA décida de maintenir un système de tour final à l'issue des compétitions de Division 3 et de Promotion. Ce système se basa sur celui déjà en vigueur en Division 2 depuis la saison 1974-1975.
Au niveau de l'antichambre de l'élite, le tour final annuel regroupait quatre formations luttant, lors d'un mini-championnat de 6 journées, pour obtenir la 2e place montante vers la Division 1.
Dans les deux divisions inférieures, il fut décidé que trois équipes par séries gagneraient le droit de disputer un tour final avec des "barragistes" de la division supérieure. Comme on le faisait déjà en D2, on commença alors à parler de "vainqueurs de tranches".
À la suite de la grande réforme implémentée en 2016, deux tours finaux interprovinciaux distincts sont organisés: l'un entre clubs affiliés à la VFV, l'autre pour les clubs affiliés à l'ACFF.

### Championnat découpé en tranches
À l'instar de ce qui se faisait en Division 2 depuis la saison 1974-1975, les compétitions de D3 et de Promotion sont virtuellement découpées en trois périodes de dix matches à partir de la saison 1995-1996. Dans le même temps, ce principe est étendu aux séries provinciales.
Dans le football francophone belge, ces périodes sont aussi appelées familièrement "tranches".
Chacune des tranche fait l'objet d'un classement distinct dont le gain donne accès au tour final. Si le champion final gagne une ou plusieurs périodes, ce n'est pas le 2e de celle-ci qui est qualifié, mais celui classé directement derrière le champion au classement général. Si le vice-champion a gagné une tranche, le 3e était qualifié, et ainsi de suite.
Des conditions d'exclusion du tour final existent. Un club qui termine en position de relégué ou de barragiste ne peut pas prendre part au tour final même s'il avait gagné une tranche de 10 matches. Depuis quelques saisons, la possession d'une licence pour être autorisé à jouer en D2 est nécessaire pour pouvoir participer au tour final de D3.
En Promotion (D4), en même temps que furent implémentés le tour final pour la montée, vint s'ajouter des barrages pour le maintien.

## Fonctionnement
À partir de 1994, un club classé à la 13e place de sa série de Promotion (D4) est déclaré "barragiste" et doit prendre part à un repêchage pour assurer son maintien.
Ce repêchage se déroule en deux phases. La première ne concerne que les quatre barragistes de Promotion. Un tirage au sort désigne deux matches opposant les barragistes entre eux. Les matches se déroulent en une seule manche (prolongation et tirs au but possibles), sur le terrain du premier club tiré au sort. Les deux vainqueurs sont sauvés, alors que les deux battus sont contraints de participer au Tour final interprovincial. Ce système s'arrête en 2016.

### Tour final interprovincial
Dans six des neuf provinces (Flandre occidentale, Hainaut, Liège, Limbourg, Luxembourg et Namur) , un tour final est disputé à la fin du championnat de 1e Provinciale (ou P1) - niveau 5 - pour désigner le club qualifié au Tour final interprovincial. Généralement, les participants au tour final interne à une Province sont le vice-champion de P1 et les trois vainqueurs de "tranches". Là aussi, la règle repêche les clubs dans l'ordre du classement général final si le champion et/ou le vice-champion ont gagné une tranche.
Un tirage au sort établit l'ordre des matches du tour final interprovincial. Les huit équipes sont scindées en deux poules virtuelles avec un barragiste de Promotion dans chacune d'elles (ils ne se rencontrent donc pas). Les poules ne sont pas jouées par groupe mais par rencontres à élimination directe en une seule manche (demi-finales et finales). Les parties se déroulent sur le terrain de la première équipe tirée au sort.
Dans chaque poule, les deux vainqueurs du premier tour disputent la finale dont le vainqueur reste ou monte en Promotion (D4).
Chaque année, les battus des deux finales de poule jouent une "consolation". Le vainqueur de cette partie est considéré comme "troisième du tour final" et est le premier en ordre utile pour obtenir une place qui serait libérée à l'étage au-dessus (fusion tardive, radiation, arrêt,...).
À partir de 2016-2017, le système est adapté à la réforme implémentée. Chaque aile linguistique organise son propre TF Interprovincial. Le nombre de participants et de places montantes varie en fonction des résultats finaux des divisions supérieures.

### Variantes / Adaptations
Selon les saisons, il se peut que l'URSBSFA apporte une variante ou une adaptation au tour final interprovincial. Mais il s'agit le plus souvent d'exceptions.
Parfois, en fonction des places disponibles en Promotion (D4) (fusions, radiations, ... libérant une ou plusieurs places), le tour final interprovincial peut se dérouler en un seul tour (habituellement celui des demi-finales). Dans d'autres cas, un ou plusieurs repêchages entre « battus » peuvent être joués.

## Édition 2011-2012
Voir détails : Tour final interprovincial 2011-2012.

## Édition 2012-2013
Voir détails : Tour final interprovincial 2012-2013.

## Édition 2013-2014
Voir détails : Tour final interprovincial 2013-2014.

## Édition 2014-2015
Voir détails: Tour final interprovincial 2014-2015.

## Édition 2015-2016
Ce tour final est joué différemment car il est adapté à la réforme en cours. Le « Tour Final Interprovincial » est dorénavant joué par aile linguistique, soit pour la Voetbal Federatie Vlaanderen (VFV), soit pour l'Association des Clubs de Football Francophones (ACFF).

## Édition 2016-2017
À partir de cette édition, en plus d'être joués par ailes linguistiques, les tours finaux sont résolument différents. Côté néerlandophones, le tour final est ouvert à dix équipes (2 pour chacune des cinq provinces). Les équipes sont réparties par le sort dans deux poules de cinq (avec les cinq provinces représentées par groupes). Chaque formation affronte une fois ses quatre rivales, en jouant deux fois à domicile et deux fois en déplacement. Un classement distinct est établi par série. La seconde partie du tour final résulte en matchs de classement (1re vs 1re ; 2e vs 2e, etc.). Le nombre de ces rencontres varie selon le nombre de places disponibles (ou pouvant l'être) à l'étage supérieur.
Côté francophone, l'ancien système est conservé, à savoir des rencontres à élimination directe, avec prolongation et tirs auu but éventuels. Par tirage au sort, il est désigné un match préliminaire ainsi que les deux rencontres du premier tour. Le sort attribue aussi l'ordre des matchs de classement pouvant être joués selon les besoins.

## Édition 2019-2020
En raison de l'évolution de la pandémie de Covid-19, La saison est interrompue par les directives gouvernementales du 12 mars 2020. La fédération statue de procéder aux montées et descentes prévues par le règlement, hors tours finaux qui ne sont pas disputés.
À partir de cette saison « Voetbal Federatie Vlaanderen » (VFV) devient « Voetbal Vlaanderen » (VV).

## Édition 2020-2021
Arrêtée début octobre 2020, compte tenu de la prolongation des restrictions causées par la situation sanitaire générale, la saison est décrétée « blanche » par les instances de la fédération. Toutes les divisions à partir de la Nationale 1 (y comprise) on ne procède ni à des montées, ni à des descentes de clubs, ni a fortiori aucun tour final.

## Palmarès 1995-2015
Dans le tableau ci-dessous, le sigle (P) signifie qu'il s'agit d'un barragiste de Promotion.
Liste des clubs ayant assuré leur maintien ou obtenu la montée en Promotion:
| Saison    | Club 1                     | Province    | Club 2                  | Province   | Repêché 1                            | Province   | Repêché 2                    | Province |
| --------- | -------------------------- | ----------- | ----------------------- | ---------- | ------------------------------------ | ---------- | ---------------------------- | -------- |
| 1994-1995 | R. US Andenne-Seilles (P)  | Namur       | SK Eernegem             | Fl. occid. | R. Union Jemappes-Flénu              | Hainaut    |                              |          |
| 1995-1996 | K. SK Heusden              | Limbourg    | K. FC Meulebeke         | Fl. occid. | R. SC Lambusart-Fleurus              | Hainaut    |                              |          |
| 1996-1997 | R. US Tournaisienne (P)    | Hainaut     | K. RC Waregem           | Fl. occid. |                                      |            |                              |          |
| 1997-1998 | R. SC Lambusart-Fleurus    | Hainaut     | K. Excelsior FC Heppen  | Limbourg   | Seraing RUL                          | Liège      |                              |          |
| 1998-1999 | K. Daring Cl. Blankenberge | Fl. occid.  | Excelsior Veldwezelt    | Limbourg   | R. RC Estaimpuis                     | Hainaut    |                              |          |
| 1999-2000 | K Beringen FC (P)          | Limbourg    | SVD Handzame            | Fl. occid. | R. ACS Couillet                      | Hainaut    |                              |          |
| 2000-2001 | K. VV Verbr. Maasmechelen  | Limbourg    | R. Spa FC               | Liège      | K. RC Boortmeerbeek (P)              | Brabant    |                              |          |
| 2001-2002 | K. SC Grimbergen (P)       | Brabant     | R. FC Union La Calamine | Liège      | K. FC Izegem                         | Fl. occid. | Berkenbos VV Heusden (P)     | Limbourg |
| 2002-2003 | K. SK Lebbeke (P)          | Fl. orient. | Spouwen-Mopertingen     | Limbourg   | SK Eernegem                          | Fl. occid. |                              |          |
| 2003-2004 | R. FC Hannutois            | Liège       | R. US Andenne-Seilles   | Namur      |                                      |            |                              |          |
| 2004-2005 | R. FC Malmundaria          | Liège       | KSV Rumbeke             | Fl. occid. | R. UW Ciney                          | Namur      |                              |          |
| 2005-2006 | R. CSJ Grivegnée           | Liège       | SC Wielsbeke            | Fl. occid. | R. JS Taminoise                      | Namur      |                              |          |
| 2006-2007 | R. Soignies Sports         | Hainaut     | R. FC Meux              | Namur      |                                      |            |                              |          |
| 2007-2008 | K. FC Esperanza Neerpelt   | Limbourg    | R. US Beloeil           | Hainaut    | Vaux-Noville                         | Luxembourg | R. FC Bioul 81               | Namur    |
| 2008-2009 | SWI Harelbeke              | Fl. occid.  | R. Aywaille FC          | Liège      | K. Overpeltse VV                     | Limbourg   | K. FC Esperanza Neerpelt (P) | Limbourg |
| 2009-2010 | R. Racing FC Montegnée     | Liège       | K. Herk FC              | Limbourg   | R. Union St-Ghislain-Tertre-Hautrage | Hainaut    | K. SK St-Paulus Opwijk (P)   | Brabant  |
| 2010-2011 | K. VC Wingene              | Fl. occid.  | R. Standard FC Bièvre   | Namur      |                                      |            |                              |          |
| 2011-2012 | K. SC Menen                | Fl. occid.  | R. US Quevy-Genly 89    | Hainaut    |                                      |            |                              |          |
| 2012-2013 | R. ES Couvin-Mariembourg   | Namur       | K. Vlijtingen V&V       | Limbourg   | Solières Sport                       | Liège      |                              |          |
| 2013-2014 | FC Ganshoren (P)           | Brabant     | R. Châtelet SC          | Hainaut    | R. US Assesse                        | Namur      |                              |          |
| 2014-2015 | Racing Charleroi-C-F.      | Hainaut     | FC Richelle United      | Liège      | SVV Damme                            | Fl. occid. |                              |          |

Au terme de la saison 2015-2016, le tour final est adapté à la réforme afin de désigner les clubs montants selon leur aile linguistique.

## Statistiques
Mises à jour à l'issue du tour final 2014-2015.
La R. US Andenne-Seilles (Namur) et le K. FC Esperanza Neerpelt (Limbourg) assurèrent une fois leur maintien et gagnèrent une fois la montée.
Le SK Eernegem (Flandre occidentale) et le R. SC Lambusart-Fleurus et le "matricule 94" (Hainaut) décrochèrent deux fois la montée. Le "matricule 94" montant une fois sous le nom de R.ACS Couillet (2000) et une fois sous l'appellation Racing Charleroi-F-C. (2015)

### Bénéficiaires
Depuis 1994, 56 places ont été attribuées en Promotion, à la suite du Tour final interprovincial. Neuf ont relevé d'un maintien, 47 ont sacré une montée.

### Maintien en Promotion assuré (par province)
Depuis 1994, dix clubs assurèrent leur maintien en Promotion, lors du Tour final interprovincial. Seuls les maintiens assurés lors du « Tour final interprovincial » sont concernés, donc pas les rencontres entre deux Promotionnaires.
(Cette catégorique concerne les neuf provinces puisqu'il s'agit de clubs de Promotion jouant leur maintien) - (dernière mise à jour après rencontre du vendredi 16 juin 2015)
- Brabant: 4
- Limbourg: 3
- Flandre orientale: 1
- Hainaut: 1
- Namur: 1

- Anvers, Flandre occidentale, Liège, Luxembourg: 0

### Montée en Promotion, obtenue (par province)
Depuis 1995, à quarante-cinq reprises, un club de 1e Provinciale gagna le droit de monter en Promotion, lors du Tour final interprovincial. (dernière mise à jour après la rencontre du dimanche 16 juin 2015)
(Cette catégorie ne concerne que les six provinces qui engage un club venant de leur P1. « Anvers », « Brabant » et « Flandre orientale » bénéficient d'un second montant direct)
- Flandre occidentale: 13
- Hainaut: 12
- Liège: 11
- Limbourg: 9
- Namur: 8
- Luxembourg: 1